# Shelah (fils de Juda)
Pour les articles homonymes, voir Shelah.
Shelah ou Schela (hébreu שֵׁלָה shela ; vocalisation tibérienne, ṣēlāh) est un personnage biblique. Dernier fils de Juda et de sa première épouse, Bat Choua, il survit à la mort de ses frères et fonde sa propre tribu. Ses descendants s'appellent les Shelanites.

## Récit biblique
Après la vente de Joseph, Juda s'est retiré à Kezibh, et a pris pour femme la fille de Choua l'Adullamite. Celle-ci lui donne trois fils : Er, Onan et Shelah. Lorsqu'Er meurt sans avoir donné d'enfants à sa femme Tamar, suivi d'Onan qui ne donne pas de descendance à son frère, Juda, voulant préserver Shelah, renvoie Tamar chez son père, et ne lui donne pas Shelah en mariage lorsque celui-ci atteint l'âge de se marier (Genèse 38:7-14). Shelah aura pour descendants :  Er, Lada, et d’autres artisans au service du roi (I Chroniques 4:21-23).
Shelah a pour frères Er et Onan morts au pays de Canaan, Perets et Zérah,,.
Shelah part avec son père Juda et son grand-père Jacob pour s'installer en Égypte au pays de Goshen dans le delta du Nil.
La famille des Shelamites dont l'ancêtre est Shelah sort du pays d'Égypte avec Moïse,.

## Exégèses du récit biblique

### Le sens du nom Shelah
Le nom de Shelah semble être, comme celui de ses frères, à double sens : le premier, positif, est à rapprocher de Shalev, « paisible » ; le second, plus fortement suggéré par la proximité textuelle avec Kezib, dénote comme la racine k-z-b la déception et la tromperie.

### Dans l’exégèse critique
Selon la critique biblique, la description de Shelah est un mythe étiologique éponyme expliquant les fluctuations dans la constitution de la tribu de Juda, Shelah représentant le dernier clan à s'intégrer à la tribu, ; la description de Er comme descendant de Shelah dans le Livre des Chroniques, suggère que Er était en réalité le nom d'un clan d'importance autrefois égale à celle des Shelah mais ayant progressivement été subsumé par celui-ci,. 
Le récit de Tamar, duquel la description de Shelah fait partie, vise secondairement soit à asseoir l'institution du mariage lévirat, soit à présenter un mythe étiologique ; le rôle de Shelah serait alors l'exemple d'un frère refusant le lévirat. Emerton considère les preuves à ceci comme non concluantes, bien que la littérature rabbinique classique soutienne une telle position.

## Possible références dans le Coran
Le Coran fait référence à un prophète nommé Salih (arabe : صالح, « le bon »), envoyé parmi la société des Thamud, un peuple  d'Arabie. Pour Wheeler, "L'exégèse musulmane utilise des références bibliques et historiques pour donner une image plus complète des prophètes Hud et Salih, illustrant ainsi le rôle des Arabes dans l'histoire de la prophétie". L'identité du Salîh coranique et du Shelah biblique a fait débat entre les exégètes musulmans et juifs.